# Осина (село, Болгария)
Осина (болг. Осина) — село в Благоевградской области Болгарии. Входит в состав общины Сатовча. Находится примерно в 9 км к востоку от центра села Сатовча и примерно в 93 км к юго-востоку от центра города Благоевград. По данным переписи населения 2011 года, в селе проживало 468 человек.

## Население
| Год     | 1934 | 1946 | 1956 | 1965 | 1975 | 1985 | 1992 | 2001 | 2011 |
| ------- | ---- | ---- | ---- | ---- | ---- | ---- | ---- | ---- | ---- |
| Жителей | 281  | 333  | 378  | 409  | 453  | 599  | 644  | 628  | 468  |

| Национальность  | Человек | Процент |
| --------------- | ------- | ------- |
| болгары         | 446     | 98,24 % |
| не определились | 5       | 1,1 %   |
| Всего ответов   | 454     |         |

|  |